# Liste des Pins par région
Cette liste classe les espèces de Pins par grandes régions géographiques. Pour la classification taxinomique, voir l'article Taxinomie du genre Pinus.

## Pins d'Eurasie

### Pins européens
- Pin d'Alep ou Pin de Jérusalem, (Pinus halepensis)
- Pin de Bosnie (Pinus heldreichii, syn. Pinus leucodermis)
- Pin de Calabre ou pin de Turquie ou pin Persan (Pinus brutia)
- Pin des Canaries (Pinus canariensis)
- Pin cembro, arolle, alvier, (Pinus cembra)
- Pin à crochets (Pinus uncinata)
- Pin de Macédoine ou pin des Balkans (Pinus peuce)
- Pin maritime ou pin des Landes (Pinus pinaster)
- Pin des montagnes ou pin mugo, pin couché (Pinus mugo)
- Pin noir (Pinus nigra)
- Pin parasol ou pin pignon, pin pinier (Pinus pinea) ou "Piñemetch" (nom gascon)
- Pin sylvestre (Pinus sylvestris)

### Pins asiatiques
- Pin d'Armand (Pinus armandii)

Pins, tableau de Hasegawa Tohaku (XVIe siècle).

- Pin blanc du Japon (Pinus parviflora)
- Pin de Corée (Pinus koraiensis)
- Pin de l'Himalaya (Pinus wallichiana)
- Pin Napoléon (Pinus bungeana)
- Pin noir du Japon (Pinus thunbergii)
- Pin rouge du Japon (Pinus densiflora
- Pinus amamiana
- Pinus bhutanica
- Pinus dalatensis
- Pinus densata
- Pinus eremitana
- Pinus fenzeliana
- Pinus fragilissima
- Pinus gerardiana
- Pinus henryi
- Pinus hwangshanensis
- Pinus kesiya
- Pinus krempfii
- Pinus latteri
- Pinus luchuensis
- Pinus massoniana
- Pinus merkusii
- Pinus morrisonicola
- Pinus orthophylla
- Pinus pumila
- Pinus roxburghii
- Pinus sibirica
- Pinus squamata
- Pinus tabuliformis
- Pinus taiwanensis
- Pinus uyematsui
- Pinus wangii (syn. P. kwangtungensis)
- Pinus yunnanensis

## Pins d'Amérique

### Pins de la côte Est de l'Amérique du Nord
- Pinus banksiana
- Pinus clausa
- Pinus echinata
- Pinus elliottii
- Pinus glabra
- Pinus palustris
- Pinus pungens
- Pinus resinosa
- Pinus rigida
- Pinus serotina
- Pinus strobus
- Pinus taeda
- Pinus virginiana

### Pins de la côte Ouest de l'Amérique du Nord et du nord du Mexique
- Pinus albicaulis
- Pinus aristata
- Pinus attenuata
- Pinus balfouriana
- Pinus contorta
- Pinus coulteri
- Pinus edulis
- Pinus flexilis
- Pinus jeffreyi
- Pinus lambertiana
- Pinus longaeva
- Pinus monophylla
- Pinus monticola
- Pinus muricata
- Pinus ponderosa (syn. P. washoensis)
- Pinus radiata
- Pinus reflexa
- Pinus remota
- Pinus sabiniana
- Pinus torreyana

### Pins du Sud-Ouest des États-Unis, du Mexique et d'Amérique centrale
- Pinus apulcensis
- Pinus arizonica
- Pinus ayacahuite
- Pinus caribaea
- Pinus cembroides
- Pinus chiapensis
- Pinus cooperi
- Pinus cubensis
- Pinus culminicola
- Pinus devoniana (syn. P. michoacana)
- Pinus durangensis
- Pinus engelmannii
- Pinus estevezii
- Pinus gordoniana (syn. P. douglasiana)
- Pinus greggii
- Pinus hartwegii
- Pinus herrerae
- Pinus hondurensis (syn. P. caribaea var. hondurensis)
- Pinus jaliscana
- Pinus johannis
- Pinus lawsonii
- Pinus leiophylla
- Pinus lumholtzii
- Pinus maximartinezii
- Pinus maximinoi (syn. P. tenuifolia)
- Pinus montezumae
- Pinus nelsonii
- Pinus occidentalis
- Pinus oocarpa
- Pinus patula
- Pinus orizabensis
- Pinus pinceana
- Pinus praetermissa
- Pinus pringlei
- Pinus pseudostrobus
- Pinus quadrifolia
- Pinus rzedowskii
- Pinus strobiformis
- Pinus tecunumanii
- Pinus teocote
- Pinus tropicalis